# Bartterov sindrom
Bartterov sindrom je naziv za skupinu usko povezanih genetičkih oštećenja koji uzrokuju poremećaj funkcije zadebljanog dijela uzlaznog kraka Henleove petlje bubrega, što se manifestira kao hipokalemija, hipokloremija, metabolička alkaloza i hiperreninemija s normalnim vrijednostima krvnog tlaka. Bolest je nazvana prema Fredericu Bartteru, američkom liječniku koji je prvi opisao bolest.

## Klinička slika
Bolest se klinički manifestira kao neonatalni tip ili klasični tip, a može biti udružena s gluhoćom. Neonatalni Bartterov sindrom manifestira se već u gestaciji kao polihidramnion, koji nastaje zbog fetalne poliurije što je već vidljivo 24-30. tjedan trudnoće. Novorođenče je poliurično, te zbog posljedičnog gubitak tekućine i poremećaja elektrolita životno ugroženo.
Klasični Bartterov sindrom obično se utvrdi do druge godine života. Dijete ima povijest polihidroamniona i preranog poroda. Prisutni su poliurija, polidipsija, povraćanje, konstipacija, te kasnije u djetinjstvu umor, mišićna slabost, grčevi. Djeca su slabe mišićne mase, te slabo napreduju.

## Patofiziologija
Razlikujemo pet tipova Bartterova sindroma, ovisno koji gen je oštećen:
- Bartterov sindrom tip 1 - oštećen je gen (SLC12A2) koji kodira bjelančevinu Na-K-Cl kotransporter, a ovaj tip se klinički manifestira kao neonatalni tip Bartterova sindroma. Poremećaj funkcije kontransportera dovodi do smanjenje reapsorpcije natrija, kalija i klorida u zadebljanom dijelu uzlaznog kraka Henleove petlje. Povećan dotok navedenih iona u distalni tubul i sabirne kanaliće uzrokuje povećan gubitak tekućine uz aktivaciju renin-angiotenzin-aldosteron sustava. Kao rezultat kompenzacijskih mehanizama u distalnom tubulu i sabirnim kanalićima dolazi do metaboličke alkaloze s hipokalemijom.
- Bartterov sindrom tip 2 - oštećen je gen (KCNJ1) koji kodira bjelančevinu ATP-ovisan kalijev kanal, a ovaj tip se klinički manifestira kao neonatalni tip Bartterova sindroma. Nakupljanje kalija unutar stanice inhibira Na-K-Cl kotransporeter zbog čega dolazi do povećanog dopremanja natrijevog-klorida u distalne tubule.
- Bartterov sindrom tip 3 - oštećen je gen (CLCNKB) koji kodira bjelančevinu za kloridni kanal, a ovaj tip se klinički manifestira kao klasični tip Bartterova sindroma. Zbog nemogućnosti izlaska kloridnih iona iz stanica dolazi do inhibicije Na-K-Cl kotransportera, zbog čega dolazi do povećanog dopremanja natrijevog-klorida u distalne tubule.
- Bartterov sindrom tip 4 - oštećen je gen (BSND) koji kodira bjelančevinu bartin (engl. barttin), beta podjedinicu ClC kloridnih kanala, važnu za dolazak ClC-Ka i ClCKb kanala na plazmatsku stranu stanične membrane stanica debelog dijela uzlaznog kraka Henleove petlje i marignalnih stanica srednjeg uha koje luče endolimfu. Ovaj tip se klinički manifestira kao Bartterova sindroma sa senzoneuralnom nagluhosti
- Bartterov sindrom tip 5 - oštećena su dva gena za kalijeve kanale ClC-Ka i ClC-Kba, ovaj tip se klinički manifestira kao Bartterova sindroma sa senzoneuralnom nagluhosti

## Liječenje
Ovisno o stupnju oštećenja, kvaliteta života je obično zadovoljavajuća, prognoza dobra te oboljeli vode normalne živote. U liječenju se koriste preparati kalija, ACE inhibitori, diuretici koji štede kalij (npr. spironolakton, amilorid, triamteren), te NSAIL.